# HK MP5
Die MP5 ist eine vom deutschen Unternehmen Heckler & Koch (HK) entwickelte Maschinenpistole. Sie war die erste aufschießende Maschinenpistole mit Rollenverschluss, die in Deutschland nach dem Zweiten Weltkrieg entwickelt wurde, und wird hauptsächlich bei Polizei- und Spezialeinheiten in mehr als 50 Staaten eingesetzt. Sie gehört neben der Uzi zu den weltweit am meisten verbreiteten Maschinenpistolen.
Die MP5 bildet eine modulare Waffenfamilie. Neben dem Standardmodell, der MP5A, gibt es zwei weitere Hauptvarianten: Die MP5K (K für kurz) hat eine geringere Baulänge und ist zum verdeckten Tragen geeignet. Die Variante MP5SD (SD für schallgedämpft) verfügt über einen besonderen Lauf mit integriertem Schalldämpfer und ist für das Verschießen von Überschallmunition vorgesehen, was sie von den meisten anderen schallgedämpften Waffen auf dem Weltmarkt unterscheidet, die wegen der Schalldämpfung bewusst mit Unterschallmunition bestückt werden. Die MP5 hat das gleiche Verschlusssystem wie das HK G3.

## Entwicklung und Geschichte
1964 wurden bei Heckler & Koch die Konstrukteure Tilo Möller, Manfred Guhring, Georg Seidl und Helmut Bareuther mit dem „Projekt 64“ beauftragt. Erste Prototypen erhielten nach dem Jahr des Entwicklungsbeginns auch die Markierung „MP64“. Nach der damaligen Terminologie von HK wurde sie dann in „MP54“ geändert: „5“ war der interne Code für eine Maschinenpistole und „4“ der HK-Code für das Kaliber 9 × 19 mm. Die endgültige Bezeichnung „MP5“ ergab sich daraus, dass diese Waffe der Bundeswehr als fünfte Maschinenpistole für Auswahltests vorgelegt wurde.

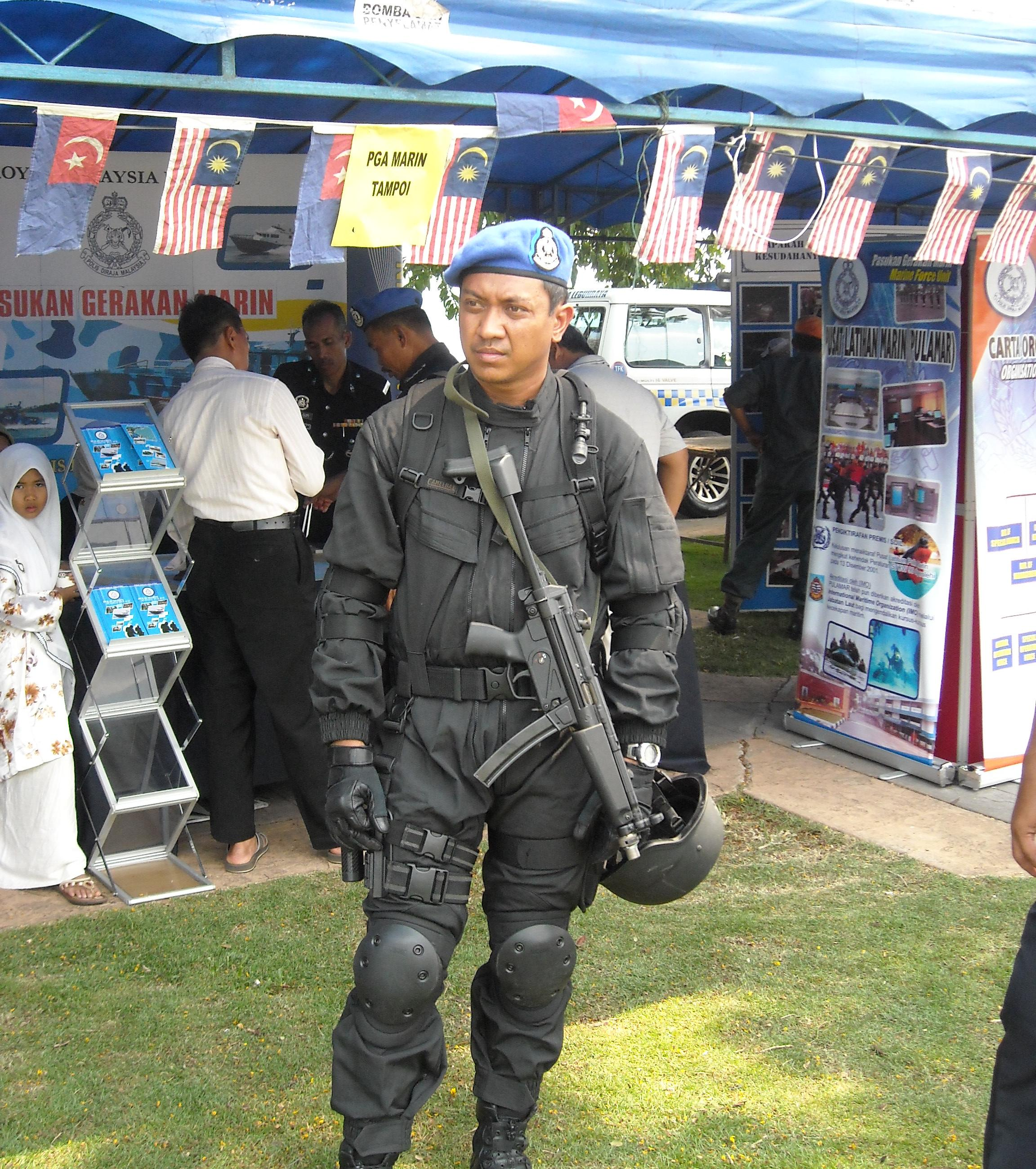
Malaysischer Polizist auf Streifengang mit MP5

Die Konstruktion orientierte sich am Lastenheft des Bundesgrenzschutzes von 1954 (BGS/TL 0105) sowie an den bereits für die Bundeswehr produzierten vollautomatischen Gewehren des Typs G3.

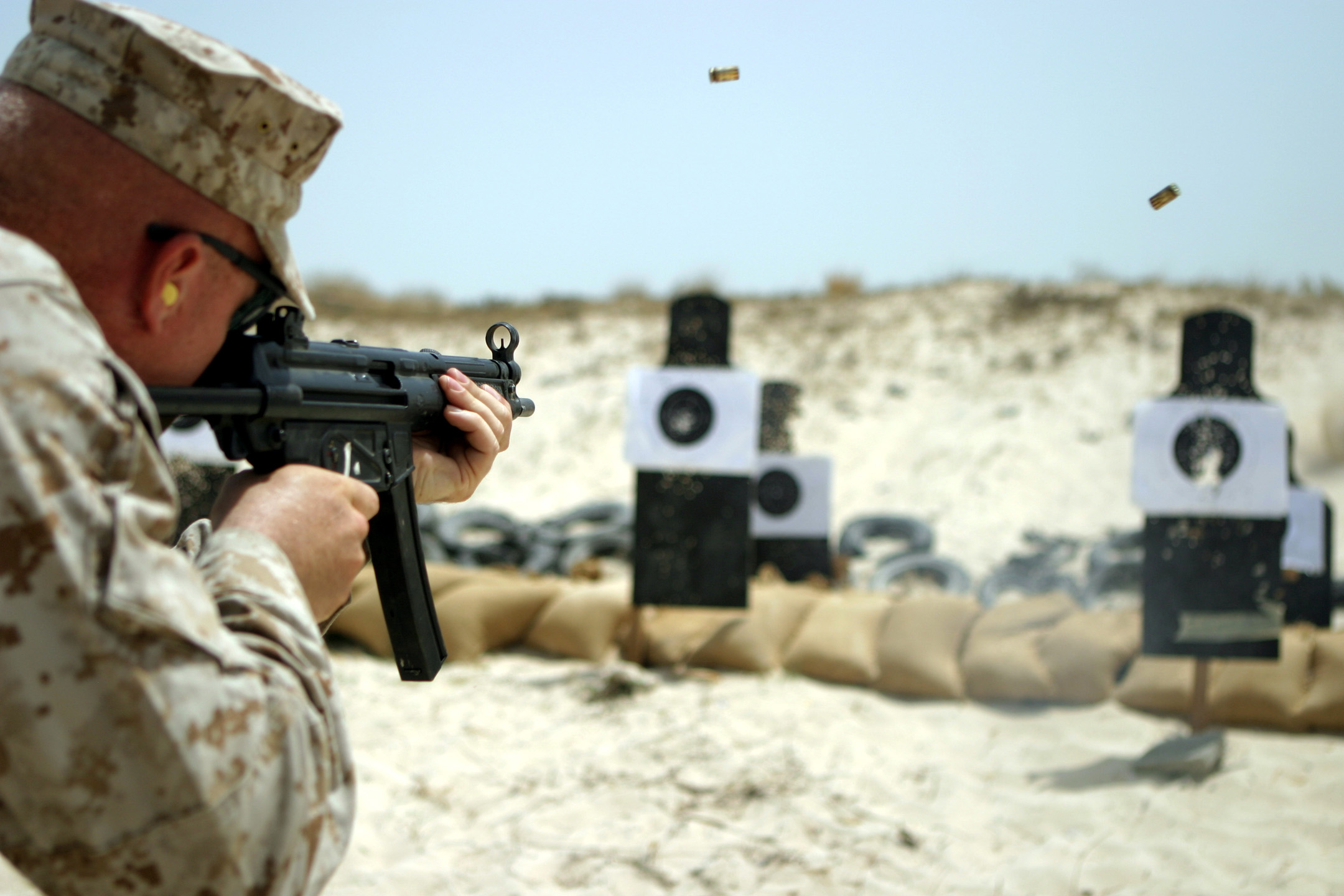
MP5A3: US-Marine auf einem Schießstand. Auf dem Foto sind zwei noch in der Luft befindliche Patronenhülsen zu erkennen.

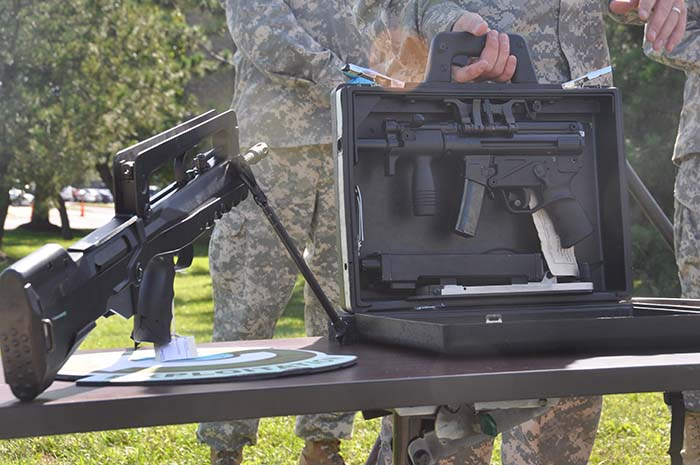
MP5K im speziellen Aktenkoffer

Vorserienmodelle hatten noch ein ungeschütztes Balkenkorn sowie eine offene Kimme, die sich knapp hinter dem Hülsenauswurf befand. Die Entfernungseinstellung war fest auf 100 Meter (m) vorgegeben. Der Lauf hatte Kompensatorschlitze und es gab noch keine Warzen zur Befestigung von Mündungsaufsätzen. Der vordere Handschutz verfügte an jeder Seite über zwei Reihen mit je fünf ovalen Öffnungen zur Kühlung des Laufes.
1968 wurde ein Manöverpatronengerät zur Verwendung von Platzpatronen vorgestellt. Drei Jahre später wurde die MP5 technisch überarbeitet. So wurden der Abzugswiderstand reduziert, Teile des Verschlussträgers gekürzt und die Auswurföffnung vergrößert. Im Jahr darauf verbesserte man die Patronenzufuhr im Bereich des Patronenlagers.
1973 wurde die Kunststoffverkleidung der Abzugsgruppe mit Glasfasern verstärkt und auch der Pistolengriff hatte keine Abschlusskappe mehr, sondern blieb unten offen. Auch die Abschlusskappe der Schulterstütze verlor ihre konvexe Form und wurde konkav; außerdem wurden Montagepunkte für die Befestigung optischer Visiereinrichtungen mit der von HK entwickelten Zielfernrohrmontage angebracht. Zudem wurde das multifunktionelle R3/3-Tragesystem, ein speziell für die MP5 entwickeltes Gurtsystem, vorgestellt. Mit diesem kann die Waffe nicht nur in den verschiedensten Positionen getragen, sondern auch sehr schnell zum Beispiel vom Rücken in Schussposition gebracht werden.
Bereits 1974 wurde die MP5SD mit im Lauf integriertem Schalldämpfer vorgestellt. Die MP5K mit gegenüber der Grundvariante verkürzter Bauweise, die insbesondere durch eine Verkürzung des Laufes erzielt wurde, ergänzte mit ihrer Einführung im Jahr 1976 die MP5-Waffenfamilie. 1977 wurde die Korrosionsbeständigkeit durch eine Pulverlackbeschichtung verbessert. Im Jahr 1978 wurde eine MP5K vorgestellt, die in einem Aktenkoffer mit besonderer Mechanik versteckt war, so dass die Waffe über einen Abzug im Tragegriff des Koffers ausgelöst werden konnte. Ab demselben Jahr konnte auch ein neuer, breiterer „Export“-Handschutz bestellt werden.
In der breiten Öffentlichkeit wurde die MP5 durch die Geiselbefreiung am 5. Mai 1980 in London bekannt. Angehörige des britischen SAS befreiten bei der Operation Nimrod in der iranischen Botschaft 19 Geiseln aus der Hand von sechs Terroristen, von denen fünf getötet wurden. Über die weltweite Live-Übertragung der Aktion im Fernsehen schrieb eine Fachzeitschrift: „Heckler & Koch hätte sich keinen besseren Werbefilm wünschen können, zumal die MP5 bereits bei der GSG-9-Aktion in Mogadischu drei Jahre zuvor Meriten erworben hatte.“
Im Jahr 1982 stellte man als Option die Abzugsgruppe mit Drei-Schuss-Feuerstoß-Einstellung vor. 1984 wurde die Trainingswaffe MP5PT vorgestellt, die lediglich Kunststoffgeschosse verschießt.
Auf Anregung militärischer Einheiten gab es ab 1988 die MP5 „Maritim“ als Spezialwaffe für Einsätze im Salzwasser. Sie verfügte über besonders korrosionsbeständige Beschichtungen. Das Patronenlager erhielt 16 statt wie bisher 12 Kannelierungen, die nicht mehr gefräst, sondern durch Funkenerodieren herausgearbeitet wurden (→ siehe: Nachteile des Verschluss-Systems). Ein Jahr darauf bediente H&K auch den Zivilmarkt mit einer als HK SP89 bezeichneten Pistolenvariante.
1990 wurde eine neue Abzugsgruppe eingeführt, bei der Dauerfeuer nur noch angewählt werden konnte, wenn gleichzeitig auf der rechten Waffenseite ein Knopf gedrückt wurde. Diese Variante wird unter anderem von der nordrhein-westfälischen Polizei benutzt. Ein Jahr darauf wurde der PDW-Klappschaft (PDW für Personal Defence Weapon, deutsch persönliche Verteidigungswaffe) vorgestellt. Den Klappschaft hatte HK Inc. USA für Personenschützer entwickelt. Er ist dazu gedacht, diese kleine Waffe mit größerer Zielgenauigkeit als Schulterwaffe zu verwenden.
Im Jahr 1992 wurden Varianten der MP5 in den Kalibern 10 mm Auto und .40 S&W vorgestellt. Grund war die Umstellung vieler US-amerikanischer Polizeieinheiten auf Munition im Kaliber 10 mm, wovon sich die Polizei eine bessere Mannstoppwirkung versprach. Die Produktion stellte man allerdings im Jahr 2000, nach nur acht Jahren, wieder ein. Grund war, dass das Kaliber wegen diverser Nachteile schnell an Bedeutung verlor.

## Technik
Die Waffe ist modular aus sechs Baugruppen aufgebaut. So kann der jeweilige Grundtyp (MP5A, MP5K, MP5SD, …) innerhalb kurzer Zeit auf die jeweiligen taktischen Anforderungen zugeschnitten werden, da viele Baugruppen und praktisch alle Anbauteile zueinander kompatibel sind.
Diese Baugruppen sind:
- Verschlussgehäuse (Gehäuse, Lauf, Verschlusshebel und Visierung)
- Verschluss (Verschlusskopf, Steuerstück, Verschlussträger, Feder mit Führungsstange)
- Abzugsgruppe (Pistolengriff mit Abzug, Feuerwahlhebel und Mechanik)
- Vorderschaft (Handschutz oder Vertikalgriff)
- Hinterschaft (Abschlusskappe, fester oder ausziehbarer Schaft)
- Magazin[3]

Die MP5 wird heute ausschließlich im Kaliber 9 × 19 mm produziert und schreibt bei der Munition ein Mindestgeschossgewicht von 100 grs. (100 Grains; 6,48 Gramm) beziehungsweise bei Unterschallmunition ein Mindestgeschossgewicht von 140 grs. (9,07 Gramm) vor.
Die Metalloberflächen der MP5 sind phosphatiert und mit Pulverlack beschichtet, um die Korrosionsbeständigkeit, vor allem gegenüber Salzwasser und Schweiß, zu erhöhen.

### Abzug

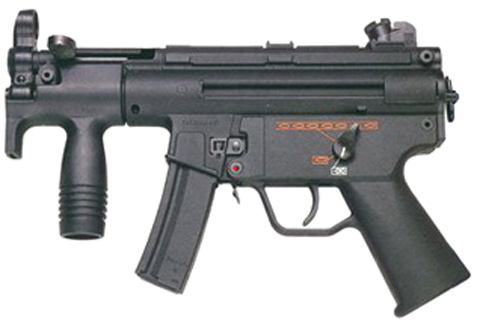
MP5K mit 20-Schuss-Magazin. Gut zu erkennen sind die rund um den Feuerwahlhebel angeordneten Piktogramme der Navy-Abzugsgruppe.

Für die Varianten der MP5 gibt es eine Reihe unterschiedlicher Abzugsgruppen. Sie unterscheiden sich in den Feuerarten, der Bedienung und der Kennzeichnung auf der Waffe. Das Abzugsgewicht ist nicht verstellbar und schwankt zwischen 25 und 35 Newton.
Zwei der Abzugsgruppen haben den Bedienhebel nur auf der linken Seite. Dieses sind die sogenannten SEF (für Sicher, Einzelfeuer, unbegrenzter Feuerstoß) und die „Numerischen“ mit der Beschriftung S, 1, 15/30 (für Sicher, Einzelfeuer, Dauerfeuer; Zahlen geben den möglichen Magazininhalt an). Bei einigen Varianten muss ab Baujahr 1990 für das Umschalten auf Dauerfeuer an der rechten Waffenseite die Verlängerung der Achse des Feuerwahlhebels eingedrückt werden.
Alle anderen haben beidseitige Bedienelemente und sind meist mit Piktogrammen gekennzeichnet. Dabei stellt ein weißes Geschoss in einem mit „X“ durchgestrichenen weißen Kasten die Funktion „Sicher“ dar. Kästen mit einem, zwei oder drei roten Geschossen stellen Einzelfeuer und Zwei- oder Drei-Schuss-Feuerstöße dar, und ein in Richtung der Geschoss-Spitze offener Kasten mit sieben Geschossen steht für Dauerfeuer. Es gibt aber auch Varianten, die mit Buchstaben gekennzeichnet sind.
Diese Abzugsgruppen sind als SF (Single Fire = Einzelfeuer (bei den halbautomatischen Varianten)), 0-1-2, 0-1-3 (jeweils Einzelfeuer und Feuerstöße), Navy (Einzel- und Dauerfeuer) sowie Zwei-Schuss-Feuerstoß und Drei-Schuss-Feuerstoß (jeweils neben Einzelfeuer und Feuerstößen auch Dauerfeuer) benannt.

### Visierung

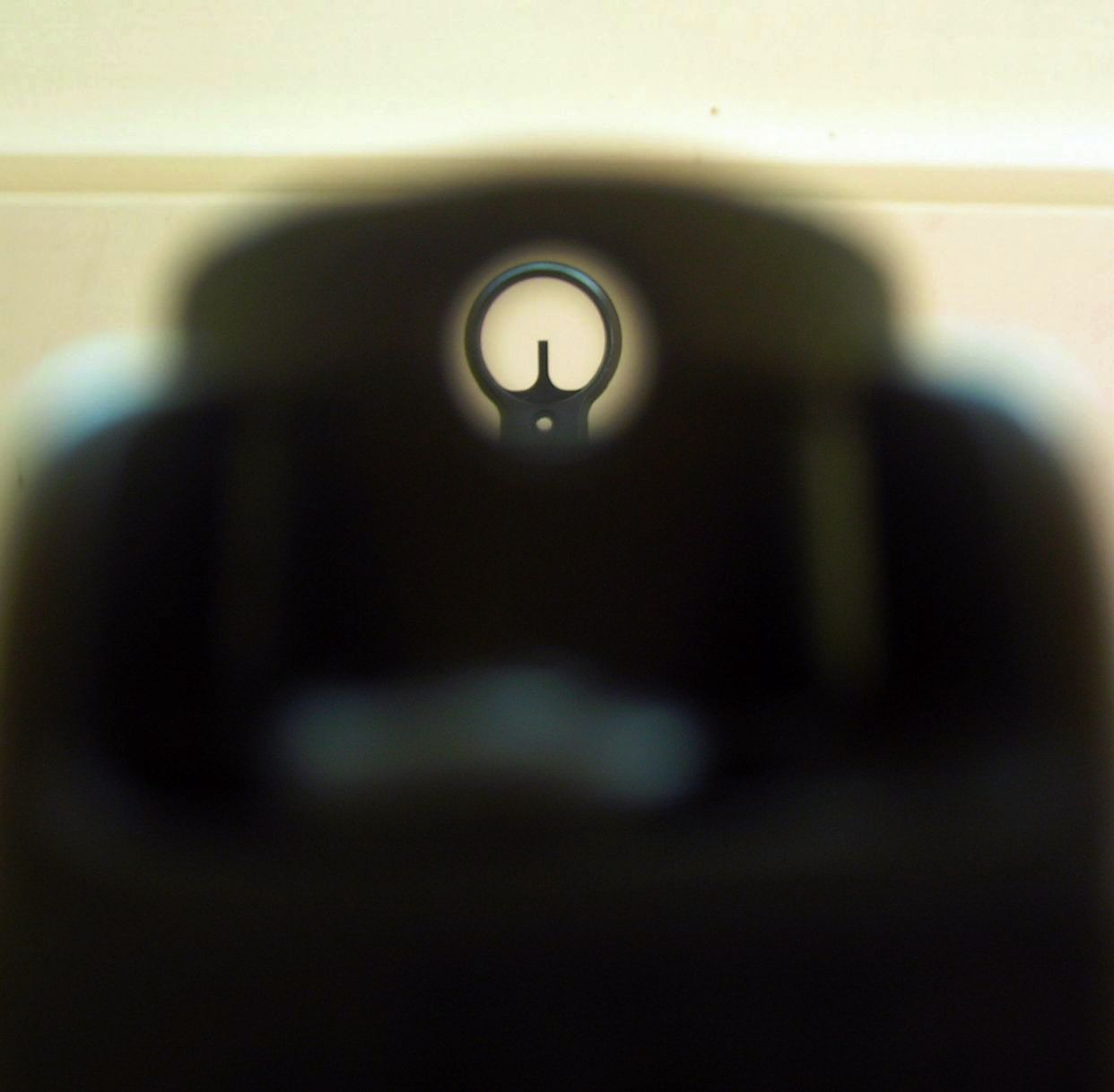
MP5: Blick durch die Dioptertrommel (im Vordergrund, unscharf) über das durch einen Metallring geschützte Balkenkorn.

Die Visierung lehnt sich an das G3 an. So ist das feste Balkenkorn zum Schutz gegen Beschädigungen in einem Korntunnel montiert. Ebenfalls übernommen wurde die Diopter-Trommel (Turmvisier). Die vier Öffnungen sind jedoch nicht für unterschiedliche Entfernungen gedacht, sondern ermöglichen durch ihre unterschiedliche Größe eine bessere Anpassung an unterschiedliche Lichtverhältnisse. Die Varianten der MP5K verfügen ebenfalls über ein Turmvisier, jedoch mit einer Rechteck-Kimme. Sie können jedoch ebenfalls mit einem Diopter ausgerüstet werden.
Gemäß Vorgabe der deutschen Beschaffungsbehörden werden alle Waffen mit gleicher Visiereinstellung ausgeliefert. Damit wollte die Bundeswehr schon beim G3 erreichen, dass jeder deutsche Soldat jedes Gewehr sofort benutzen kann, ohne die einzelne Waffe auf sich einzustellen. Somit ist auch bei der MP5 die Verstellung der Visierung nur mit Spezialwerkzeug möglich. Andere Varianten sind nicht bekannt geworden.

### Schäftung

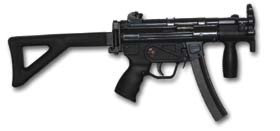
MP5K PDW: Diese Kurzvariante der MP5 verfügt als einzige über einen Klappschaft. Der Vordergriff ist bei allen MP5K Standard. Die Nase vor dem Vordergriff soll verhindern, dass die Hand beim Feuern versehentlich vor die Mündung gerät.

Optisch unterscheiden sich die verschiedenen Modelle vor allem durch die Schäftung. Der Vorderschaft wurde anfänglich mit Belüftungsöffnungen konstruiert. Neue Modelle haben eine geriffelte Oberfläche. Es gibt auch noch eine als „Export“ oder Tropenvariante bezeichnete Variante mit einem breiteren Querschnitt. Für die MP5K existiert ein senkrechter Handgriff.
Den Hinterschaft gibt es in verschiedenen Varianten, die ohne Anpassung durch einen Büchsenmacher gegeneinander austauschbar sind.
- A1/SD1/SD4/K: Abschlusskappe, um besonders führig zu sein.
- A2/A4/SD2/SD5: Diese Variante hat einen festen Kunststoffkolben.
- A3/A5/SD3/SD6: Ein einschiebbarer Hinterschaft ermöglicht hier eine stufenlose Anpassung an die Größe des Schützen.
- K-PDW: Klappschaft für die MP5K, schwenkt an die rechte Waffenseite.

### Verschluss-System

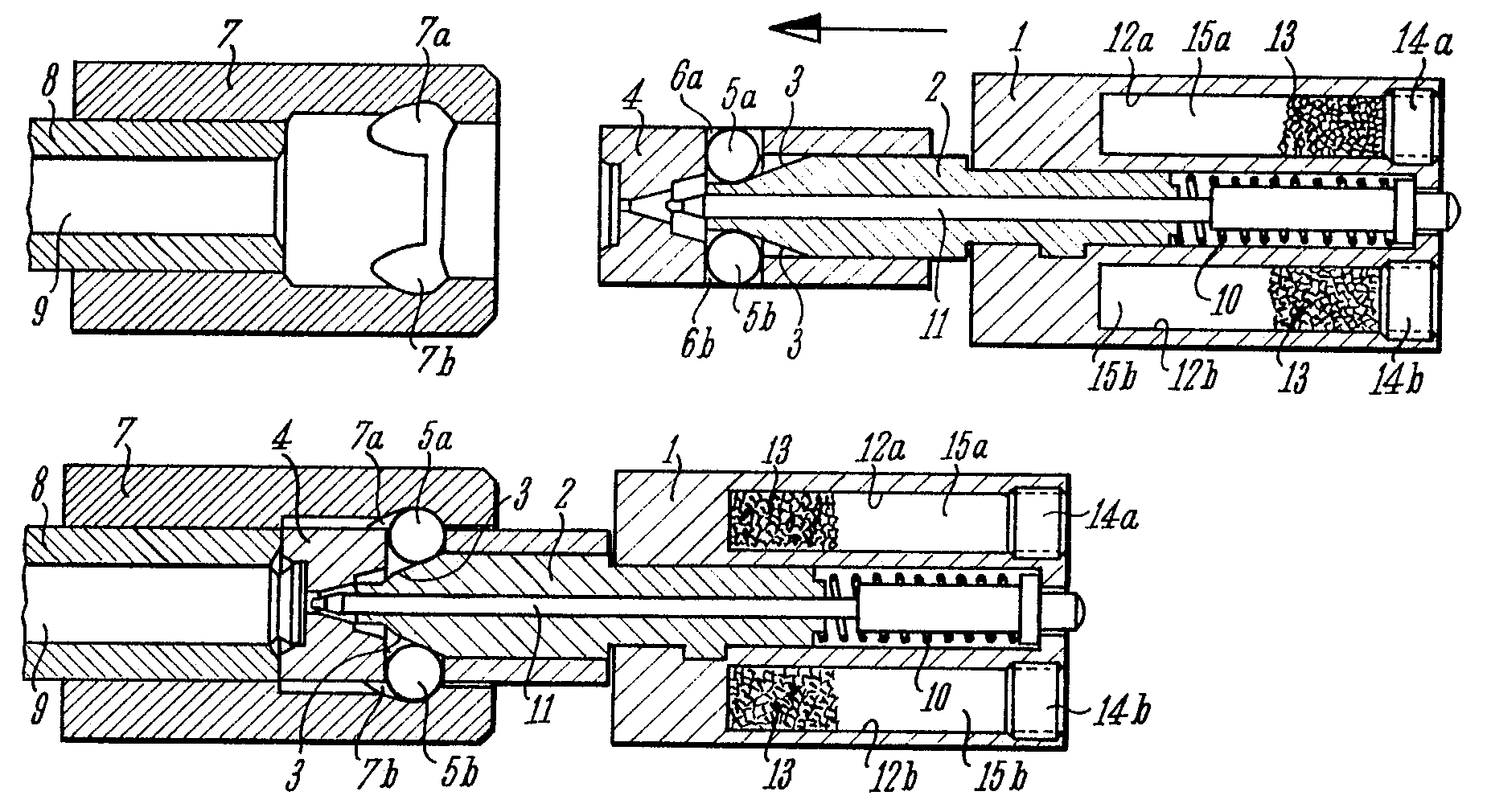
Patentzeichnung des Rollenverschlusses, die auch das im Verschluss befindliche Wolframgranulat (dunkelgrau, Nr. 13) darstellt.

Die MP5 ist ein aufschießender Rückdrucklader mit einem übersetzten Masseverschluss in Form des beweglich abgestützten Rollenverschlusses, mit dem die Verschlussmasse relativ klein gehalten werden kann. Stellt man die Impulsfunktion (Impuls = Masse × Geschwindigkeit) um und nimmt den Impuls aufgrund der vorgegebenen Munition als feste Größe an, ergibt sich, dass die notwendige Verschlussmasse direkt von der Geschwindigkeit des Verschlussrücklaufes abhängt. Wird die Rücklaufgeschwindigkeit jedoch zu groß, steigt die Gefahr von Unfällen. Das Hauptrisiko dabei ist, dass die Patronenhülse schon teilweise aus dem Patronenlager ausgezogen sein kann, während der Lauf noch unter Druck steht.
Die Lösung fand HK in einem zweiteiligen Verschluss, bei dem der Stoßboden langsam zurückläuft, der Verschlussträger jedoch eine höhere Geschwindigkeit hat. Verbunden werden diese beiden Teile durch ein Beschleunigungssystem, das so beschaffen ist, dass nach einem bestimmten Rücklaufweg des Verschlusskopfes der Verschlussträger ein Vielfaches des Weges zurückgelegt hat. Um den Verschlussträger mit der gegenüber dem Stoßboden erhöhten Geschwindigkeit während des Rücklaufes anzutreiben, ist ein Winkelgetriebe mit einer Übersetzung von 1:4 symmetrisch zur Seelenachse mit zwei Rollen (siehe nebenstehende Zeichnung: 5a/b) als Übertragungsglieder eingebaut.
Wenn der Verschluss vorläuft, schlägt er in seiner Endposition an und könnte wieder ein Stück zurück laufen. Dann würden die einzelnen Teile des Verschlusses nicht in der korrekten Position zur Schussabgabe stehen. Aus diesem Grund enthält der Verschlussträger 32,5 g Wolframgranulat (siehe nebenstehende Zeichnung: 13) als frei bewegliche Rückschlagmasse, die den Verschluss nochmals nach vorne drückt.
Die Varianten MP5/10 und MP5/40, die hauptsächlich für den US-Markt produziert wurden, erhielten aufgrund der stärkeren Munition ein neues Verschlussstück mit geänderter Übersetzung des Winkelgetriebes sowie einen Verschlussfang nach dem Vorbild des Colt M16-Sturmgewehrs.

#### Vorteile des Verschluss-Systems
- Die Vorteile des Masseverschlusses, beispielsweise der relativ einfache Aufbau bleiben erhalten.
- Für die Rücklaufgeschwindigkeit des Verschlusses ist nur die festgelegte Impulsteilung und die Fläche der Gasdruckkurve über der Zeit maßgeblich.[11]
- Es ist eine niedrige Ausziehgeschwindigkeit gewährleistet. Dieses sichert eine gute Abstützung des Verschlusses.
- Der Bewegungsverlauf von Verschlussteilen und Gehäuse folgt dem Gasdruck ohne zeitliche Verzögerung. Durch den gleichzeitigen spielfreien Beginn sämtlicher Bewegungen der Verschlussteile und des Gehäuses werden ruckartige und unkontrollierte Stöße vermieden.
- Die aus dem Gasdruck ("Rückdruck") resultierende Kraft wirkt sich im zeitlichen Verlauf ohne Kraftspitzen aus. Dieses ist materialschonend.
- Sowohl Lauf als auch Verschluss führen keine drehenden oder kippenden Bewegungen aus, was der Präzision förderlich ist.
- Die Patronenhülse schiebt den Verschluss und wird nicht ausgezogen. Dadurch wird der Auszieher nur beim Auswerfen der Hülse aus der Waffe beansprucht.[12]

#### Nachteile des Verschluss-Systems
- Da bei diesem System der rückwärts wirkende Impuls geteilt wird, kann es bei schwacher Munition vorkommen, dass der Impuls für den Verschluss zu klein wird und damit keine ausreichende Funktionsreserve zur Verfügung steht. Die Hülse wird dann also nicht ganz ausgezogen oder ausgeworfen und es wird keine neue Patrone zugeführt.
- Der Verschlussträgerabstand, also das Spiel zwischen Verschlusskopf und Verschlussträger, ist genau zu beachten und einzustellen. Ist das Spiel zu klein oder zu groß, werden die Rollen nicht mehr korrekt in das Kurvenstück gedrückt. Dann kann eventuell die Hülse schon ausgezogen werden, wenn der Lauf noch unter Druck steht.
- Bei Dauerfeuer wird der Schlaghebel während des Verschlussvorlaufes ausgelöst und läuft diesem nach. Fällt die Einleitung der Zündung mit dem auftretenden Verschlussrückprall zusammen, ist die Zündung eingeleitet zu einem Zeitpunkt, in dem sich das Beschleunigungssystem nicht in der funktionsgerechten Stellung befindet; der Verschluss läuft zu schnell und öffnet zu früh. Aus diesem Grund ist eine Rückprallsicherung (hier: Nachschlagmasse, die schiebend auf den Verschluss wirkt) notwendig.
- Bei der MP5 wird durch Druckausgleichsrillen eine Funktionsreserve bereitgestellt. So wirkt der Gasdruck sowohl innen als auch außen an der Hülse und verringert so die Anpresskraft und damit den Reibungswiderstand, wenn die Hülse ausgezogen wird. Dadurch werden Funktions- und Sicherheitsprobleme nicht über das Verschlusssystem gelöst, sondern über das Hülsenmaterial.[13]

### Schalldämpfer

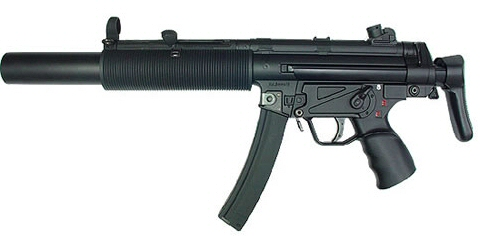
MP5SD3: Die Waffe verfügt über einen fest eingebauten Schalldämpfer, einen ausziehbaren Hinterschaft und die „SEF“-Abzugsgruppe

Für die MP5 gibt es von HK unterschiedliche Varianten von Schalldämpfern.
1974 wurde die MP5SD vorgestellt. Dieses Modell enthält einen fest integrierten Schalldämpfer. Um keine spezielle Munition für diese Waffe verwenden zu müssen, sind vor dem Patronenlager im Lauf 30 Bohrungen angebracht, die einen Teil der Pulvergase abzweigen, so dass die Geschosse bei Verwendung durchschnittlicher Munition mit rund 280 Meter pro Sekunde (m/s) – also Unterschallgeschwindigkeit – aus der Mündung austreten. Dadurch gibt es bei der Schussabgabe keinen Überschallknall, und die Waffe kann auch in Gebäuden problemlos ohne Gehörschutz benutzt werden. Weiterhin unterdrückt der Schalldämpfer auch das Mündungsfeuer, so dass hier Vorteile bei Nachteinsätzen und der Benutzung von Nachtsichtgeräten gegeben sind. In der Patentschrift für diese Konstruktion wird darauf hingewiesen, dass die Lautstärke des Mündungsgeräusches auf etwa 70 Dezibel (dB) verringert wird.
Bei der Verwendung von Unterschallmunition wird die Geschossgeschwindigkeit um 16 bis 26 % verringert. Damit verliert das Geschoss auch entsprechend 29 bis 45 % an Wirkenergie. Demgegenüber steht im Vergleich zu Standardmunition nur eine Verringerung von 1 dB in der Lautstärke. Für eine korrekte Verschlussfunktion wird bei Unterschallmunition ein Mindestgeschossgewicht von 140 grs. vorgegeben.

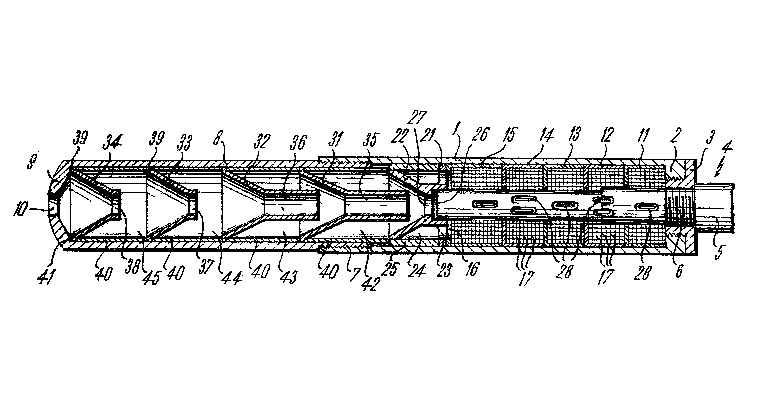
Zeichnung aus einem Patent von HK für eine Lauf/Schalldämpfer-Anordnung für Überschallmunition. Die Gasbohrungen im Lauf wurden in der Produktion anders angeordnet.

Verschiedene Varianten ohne integrierten Schalldämpfer verfügen an der Laufmündung über drei Warzen, an denen Anbauteile angebracht werden können. So können auch an diesen Waffen Schalldämpfer angebracht werden, was jedoch die Gesamtlänge erhöht und die Handlichkeit mindert. Da hier keine Gase im Lauf abgezapft werden, bleibt weiterhin der Überschallknall bestehen, wenn in diesen Waffen keine Unterschallmunition verwendet wird.
Die Modelle MP5-N „Navy“, MP5K-N, MP5K-PDW, MP5/10 und MP5/40 verfügen an der Mündung über ein Schraubengewinde, auf das der Schalldämpfer geschraubt werden kann. Auch hier ist Unterschallmunition zu verwenden, um einen Überschallknall zu vermeiden. Der Schalldruck wird um 30 bis 35 dB vermindert.
Die Schalldämpfer der MP5SD-Varianten sowie der MP5/10 und MP5/40 sind aus Aluminium gefertigt. Diese dürfen nur dann verwendet werden, wenn sich kein Wasser in ihnen befindet (zum Beispiel nach Flussdurchquerungen). Ansonsten kann das dünne Aluminium beschädigt werden. HK gibt die Lebensdauer seiner Schalldämpfer mit 20.000 Schuss in der Aluminium- oder 40.000 Schuss in der Stahlausführung an.

### Magazin und Magazinhalter

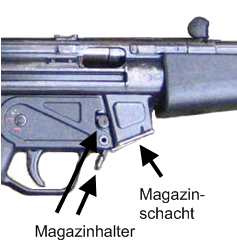
MP5: Die linken Pfeile zeigen die Position der beiden Magazinhalter. Dazwischen befindet sich der Haltebolzen für die Abzugsgruppe.

Die MP5 wurde zuerst mit geraden Stangenmagazinen aus Metall ausgeliefert. Die von Dynamit Nobel entwickelte „Action“-Deformationsmunition führte durch ihre Plastikkappe jedoch zu Ladehemmungen. Aus diesem Grund wurden ab 1976 bananenförmige Magazine eingeführt. Für die Varianten in 10 mm Auto und .40 S&W gibt es gerade Stangenmagazine aus Kunststoff, die durchscheinend sind, so dass der Füllgrad direkt gesehen werden kann.
Die MP5 verfügt im Kaliber 9 × 19 mm über zwei Magazinhalter. Neben dem auch bei den Kalibern 10 mm Auto und .40 S&W vorhandenen Hebel an der Waffenunterseite zwischen Magazin und Abzugsbügel gibt es an der rechten Waffenseite, über dem Haltestift für die Abzugsgruppe, noch einen Magazinlöseknopf, der eingedrückt werden kann. Dieser Knopf bietet Rechtshändern mit langen Fingern (hierauf weist HK ausdrücklich in seinem Handbuch hin) die Möglichkeit mit der rechten Hand das Magazin zu lösen und gleichzeitig mit der linken Hand ein neues Magazin einzuführen. Dieses spart im Nachladevorgang Zeit. Gleichzeitig dient dieser Knopf als Reserve, falls der Haltehebel beschädigt ist.

### Seriennummer/Stempel
Auf dem Lauf befinden sich drei 2 Millimeter (mm) hohe Prägungen: Beschusszeichen, Herstellerlogo und Chargennummer. Auf dem Verschluss findet sich das HK-Logo in einer Größe von 2 mm.

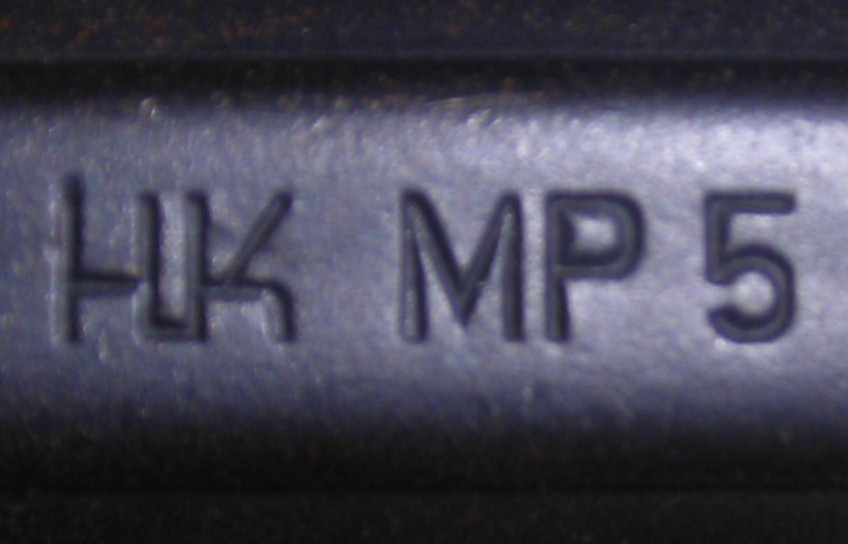
Stempel auf einer MP5

Auf der linken Seite des Gehäuses befindet sich in Höhe des Laufs ein Beschusszeichen und auf dem Magazinschacht die Kaliberangabe. Zumindest bei frühen Prototypen fand sich an dieser Stelle auch die Bezeichnung des Waffentyps (beispielsweise HK64). Auf der rechten Seite des Magazinschachts befinden sich die Herstellerangabe und die des Importeurs. Bei in die USA exportierten Waffen steht an dieser Stelle nur die Unternehmensbezeichnung der Heckler-&-Koch-Tochtergesellschaft in den USA (HK Inc.).
Auf der Oberseite des Gehäuses finden sich (von vorne nach hinten) das Hersteller-Logo, die Typenbezeichnung, die Seriennummer und das Beschusszeichen. Die Angaben auf dem Gehäuse sind nach DIN 1451 in 3 mm großen Buchstaben eingeprägt. Die Seriennummer beinhaltet teilweise ein zur Strukturierung dienendes Präfix. Bei einigen MP5 im Kaliber 9 mm ist es die 62, bei der MP5SD die 63.
Die Seriennummern dienen zur Identifizierung der Waffe. Bei den SD-Varianten, die bis 1989 produziert wurden, stimmen Seriennummer auf Schalldämpfer und Waffe überein, bei den Waffen ab dem Jahr 1989 sind diese unterschiedlich. Kürzel bezeichnen das Produktionsjahr (A=0 bis K=9, ohne J). Ebenfalls abgekürzt sind Bezeichnungen für Hersteller oder Importeure (zum Beispiel EN = Enfield) oder Kunden (YU = jugoslawische Polizei).
Bei dem Beschusszeichen handelt es sich um den Bundesadler mit einem darunter gesetzten „N“, das für Nitropulver-Beschuss steht. Das Beschussamt Ulm wird durch ein halbes Hirschgeweih dargestellt.

## Modellvarianten

### Übersicht der Hauptvarianten
| A | A                      | A                  | SD            | SD            | SD                 |
| --- | ---------------------- | ------------------ | ------------- | ------------- | ------------------ |
| ohne Schaft | fester Schaft          | einschiebb. Schaft | ohne Schaft   | fester Schaft | einschiebb. Schaft |
| MP5A1 | MP5A2                  | MP5A3              | MP5SD1        | MP5SD2        | MP5SD3             |
| MP5A1 (NT) | MP5A2 (NT)             | MP5A3 (NT)         | MP5SD1 (NT)   | MP5SD2 (NT)   | MP5SD3 (NT)        |
| MP5A1 (012) | MP5A2 (012)            | MP5A3 (012)        | MP5SD1 (012)  | MP5SD2 (012)  | MP5SD3 (012)       |
| MP5A1 (0125) | MP5A2 (0125)           | MP5A3 (0125)       | MP5SD1 (0125) | MP5SD2 (0125) | MP5SD3 (0125)      |
| MP5A1 (013) | MP5A2 (013)            | MP5A3 (013)        | MP5SD1 (013)  | MP5SD2 (013)  | MP5SD3 (013)       |
| MP5A1 (0135) | MP5A4 (0135)           | MP5A5 (0135)       | MP5SD4 (0135) | MP5SD5 (0135) | MP5SD6 (0135)      |
| halbautomatische Varianten | spez. Militärvarianten | andere Kaliber     | K             | K             | K                  |
| MP5SFA2 | MP5-N                  | MP5/10             | MP5K (NT)     | MP5K          | MP5KA5 (0135)      |
| MP5SFA3 | MP5F                   | MP5/40             | MP5K (012)    | MP5KA1        |                    |
| |                        |                    | MP5K (0125)   | MP5K (w/bc)   |                    |
| Sonstige | Sonstige               | Sonstige           | MP5K (013)    | MP5K-N        |                    |
| MP5PT | SP89                   | HK53               | MP5K4 (0135)  | MP5K (PDW)    |                    |
| | SP5K                   |                    |               |               |                    |
| A = Standardvariante, SD = integrierter Schalldämpfer, K = Kurzvariante |                        |                    |               |               |                    |
| ohne („Zahl“) = Sicherung, Einzel- und Dauerfeuer, (NT) = Navy-Abzugsgruppe, SF = Einzelfeuer (Halbautomat), (0) = Sicherung, (1) = Einzelfeuer, (2) = 2-Schuss-Feuerstoß, (3) = 3-Schuss-Feuerstoß, (5) = Dauerfeuer,                        |                        |                    |               |               |                    |
| PDW = Klappschaft, w/bc = im Schießkoffer, KA1, KA5 = feste Visierung, gedacht zum Einsatz mit optischer Zielhilfe |                        |                    |               |               |                    |
| /40 = Kaliber .40 S&W, /10 = Kaliber 10 mm Auto (beide 30 Schuss pro Magazin), PT = Trainingswaffe für Plastikmunition, SP89 = halbautomatische (Sport-)Pistole, SP5K= halbautomatische Sportpistole 5 Kurz, HK53 = Kaliber 5,56 × 45 mm NATO |                        |                    |               |               |                    |

### Technische Daten zu ausgewählten Modellen
| | MP5K MP5K4                          | MP5K (PDW)                          | MP5A2 MP5A4 MP5N(FS)                | MP5A3 MP5A5 MP5N(RS)                | MP5 SFA2                            | MP5 SFA3                            | MP5SD1 MP5SD4                                | MP5SD2 MP5SD5                                | MP5SD3 MP5SD6 MP5SD-N                        | MP5 10A2/40A2                       | MP5 10A3/40A3                       | MP5A4PT          |
| --- | ----------------------------------- | ----------------------------------- | ----------------------------------- | ----------------------------------- | ----------------------------------- | ----------------------------------- | -------------------------------------------- | -------------------------------------------- | -------------------------------------------- | ----------------------------------- | ----------------------------------- | ---------------- |
| Kaliber | 9 × 19 mm                           | 9 × 19 mm                           | 9 × 19 mm                           | 9 × 19 mm                           | 9 × 19 mm                           | 9 × 19 mm                           | 9 × 19 mm                                    | 9 × 19 mm                                    | 9 × 19 mm                                    | 10 mm Auto .40 S&W                  | 10 mm Auto .40 S&W                  | Plastic Training |
| Funktionsprinzip | Rückdrucklader mit Rollenverschluss | Rückdrucklader mit Rollenverschluss | Rückdrucklader mit Rollenverschluss | Rückdrucklader mit Rollenverschluss | Rückdrucklader mit Rollenverschluss | Rückdrucklader mit Rollenverschluss | Rückdrucklader mit Rollenverschluss          | Rückdrucklader mit Rollenverschluss          | Rückdrucklader mit Rollenverschluss          | Rückdrucklader mit Rollenverschluss | Rückdrucklader mit Rollenverschluss | Masse            |
| Schulterstütze | AK                                  | Klapp.                              | fest                                | einsch.                             | fest                                | einsch.                             | AK                                           | fest                                         | einsch.                                      | fest                                | einsch.                             | fest             |
| Gesamtlänge (mm) | 325                                 | 368/603                             | 680                                 | 550/700                             | 711                                 | 567/726                             | 550                                          | 790                                          | 670/805                                      | 680                                 | 660/490                             | 680              |
| Gesamthöhe (mm) | 210                                 | 210                                 | 260                                 | 260                                 | 260                                 | 260                                 | 260                                          | 260                                          | 260                                          | 260                                 | 260                                 | 260              |
| Gesamtbreite (mm) | 50                                  | 50/71                               | 50                                  | 50                                  | 50                                  | 50                                  | 60                                           | 60                                           | 60                                           | 50                                  | 50                                  | 50               |
| Rohrlänge (mm) | 115                                 | 140                                 | 225                                 | 225                                 | 225                                 | 225                                 | 146                                          | 146                                          | 146                                          | 225                                 | 225                                 | 225              |
| Gewicht o. Mag. (g) | 2000                                | 2780                                | 2540                                | 3080                                | 2540                                | 3080                                | 2800                                         | 3100                                         | 3600                                         | 2670                                | 2850                                | 2540             |
| Visierlinie (mm) | 260                                 | 260                                 | 340                                 | 340                                 | 340                                 | 340                                 | 340                                          | 340                                          | 340                                          | 340                                 | 340                                 | 340              |
| Visierung | Rechteckkimme                       | Rechteckkimme                       | Diopter                             | Diopter                             | Diopter                             | Diopter                             | Diopter                                      | Diopter                                      | Diopter                                      | Diopter                             | Diopter                             | Diopter          |
| Kadenz Schuss/min. | 900                                 | 900                                 | 800                                 | 800                                 | 800                                 | 800                                 | 800                                          | 800                                          | 800                                          | 800                                 | 800                                 | 800              |
| V0 (m/s) | 375                                 | n/a                                 | 400                                 | 400                                 | 400                                 | 400                                 | 285                                          | 285                                          | 285                                          | n/a                                 | n/a                                 | 1000             |
| Mündungsenergie (J) | 570                                 | n/a                                 | 650                                 | 650                                 | 650                                 | 650                                 | 380                                          | 380                                          | 380                                          | n/a                                 | n/a                                 | 210              |
| Feuerarten | K und PDW: 1, 5 K4: 1, 3, 5         | K und PDW: 1, 5 K4: 1, 3, 5         | A2 und N: 1, 5 A4: 1, 3, 5          | A2 und N: 1, 5 A4: 1, 3, 5          | nur Einzelfeuer                     | nur Einzelfeuer                     | SD1 bis SD3, SD-N: 1, 5 SD4 bis SD6: 1, 3, 5 | SD1 bis SD3, SD-N: 1, 5 SD4 bis SD6: 1, 3, 5 | SD1 bis SD3, SD-N: 1, 5 SD4 bis SD6: 1, 3, 5 | 1, 5                                | 1, 5                                | 1, 5             |
| Schulterstütze: AK = Abschlusskappe, Klapp. = Klappstütze, fest = feste Schulterstütze, einsch. = einschiebbare Schulterstütze |                                     |                                     |                                     |                                     |                                     |                                     |                                              |                                              |                                              |                                     |                                     |                  |
| → weitere Legende: siehe Tabelle bei „Übersicht der Hauptvarianten“.                                                           |                                     |                                     |                                     |                                     |                                     |                                     |                                              |                                              |                                              |                                     |                                     |                  |

### MP5PT
Die MP5PT wurde in den Varianten A3 und A4 geliefert. Mittlerweile wird sie nicht mehr produziert. Äußerlich ist sie durch blaue Markierungen und die Aufschrift „only plastic training“ zu unterscheiden. Sie verschießt die Munition 9 × 19 mm PT, die ein Plastikgeschoss auf rund 1000 m/s beschleunigt. Da dieses Geschoss aber sehr leicht ist, fallen Geschwindigkeit und Energie schnell ab (an der Mündung noch 210 Joule, nach 25 m noch circa 10 Joule), so dass eine effektive Reichweite (flache Schussbahn) von 10 m genannt wird und die Maximalreichweite bei rund 125 m liegt. Die Plastikmunition besitzt eine blaue Hülse mit Messingboden sowie ein blaues Geschoss, damit ähnelt sie auf den ersten Blick einer Schrotpatrone.
Der Verschluss ist gegenüber den anderen Modellen der MP5 modifiziert. Die Angaben in der Literatur divergieren allerdings. Während an einigen Stellen lediglich von einer Modifikation des Patronenlagers gesprochen wird, findet sich an anderer Stelle der Hinweis, dass die MP5PT über einen einfachen Masseverschluss verfüge.
Nach Aussage eines HK-Mitarbeiters kommen diese Maschinenpistolen auch bei VIP-Transporten in Flugzeugen zum Einsatz, da durch die PT-Munition eine geringere Gefährdung für die Fluggastzelle und die technischen Einbauten besteht.

### MP5F
Die MP5F ist eine Variante der MP5 mit einschiebbarer Schulterstütze für die französische Armee. Um das Jahr 1999 wurden rund 35.000 Maschinenpistolen bestellt. Die Waffe ist äußerlich an einer veränderten Schulterstütze (rund 2,5 cm weiter auszuziehen, dickere Gummiauflage, zusätzliche Befestigung für einen Trageriemen) und an einer zweiten Trageriemenbefestigung am Lauf zu erkennen. Hiermit wird vermehrt auf die Bedürfnisse von Linkshändern eingegangen.
Da bei der französischen Armee eine besonders starke Patrone eingesetzt wird (sogenannte +P+), wurden verschiedene Bauteile in der Waffe verstärkt. Diese Änderungen umfassen den Halter für die Verschlussrollen, den Verschlussfanghebel und die Schlagbolzenfeder.

### SP 89
Als Waffe, im Kaliber 9 × 19 mm, zum verdeckten Tragen und für den Zivilmarkt wurde die Sport-Pistole 89 (SP 89) entwickelt. Sie ist das Gegenstück zur Mini-Uzi. Kleiner als eine normale MP5 oder MP5K und einhändig zu schießen, war sie eine Antwort auf die Bedürfnisse des Marktes. Die Laufhülse war länger als der Lauf, da man die Waffe sonst vor dem Magazin nicht mehr hätte greifen können. Bekannt sind jedoch nur Waffen ohne Dauerfeuereinrichtung. Sicher ist, dass die SP 89 wahlweise mit einem Holzgriff mit Handballenauflage und der Abzugsgruppe des PSG 1 ausgestattet werden konnte. Es war außerdem möglich Zielfernrohre zu montieren. Eine ausziehbare Schulterstütze gab es jedoch nicht.

### SP5K
Neuauflage der SP 89, ebenfalls im Kaliber 9 × 19 mm, die, um den US Import zu ermöglichen und den deutschen Waffengesetzen zu entsprechen abgeändert wurde. Die Abzugsgruppe lässt sich nicht mehr austauschen, dafür kann aber der Griff und alle, auch für die normalen MP5, verfügbaren Schulterstützen montiert werden. Sie verfügt nur über den Magazinauslöseknopf, nachträglich lässt sich aber der nicht vorhandene Magazinauslösehebel auch montieren.

### HK 53
Zur Waffenfamilie der MP5 gehört ebenfalls die Maschinenpistole HK 53. Im Gewehrkaliber 5,56 × 45 mm NATO produziert, ist sie eigentlich der „kleine Bruder“ des Schnellfeuergewehres HK 33. Von Heckler & Koch wird sie jedoch als Maschinenpistole mit hoher Einsatzschussweite und Kampfkraft angeboten. Bisher wurde sie nur von ausländischen Polizeieinheiten, unter anderem in den USA (Mobile Security Division), Chile, Thailand, Malaysia und der Türkei gekauft.
Die HK 53 ist nur 563 mm (755 mm mit Schulterstütze) lang und wiegt mit geladenem 40-Schuss-Magazin 3,65 kg. Der 211 mm lange Lauf mit einer Drall-Länge von 305 mm verfügt über sechs rechtsdrehende Züge. Bei einer Mündungsgeschwindigkeit von 750 m/s erreicht die Waffe eine theoretische Feuergeschwindigkeit von 700 Schuss/min. Die Visierschussweite liegt im Gegensatz zur MP 5 bei 400 m.

### Lizenzfertigungen
Für die MP5 sind an mindestens 14 Staaten Produktionslizenzen vergeben worden. Hierzu gehören Saudi-Arabien, Mexiko, Pakistan, Großbritannien und die Türkei. Griechenland soll auch eine Produktionslizenz besitzen, derzeit jedoch keine entsprechenden Waffen fertigen.
Das Schweizer Unternehmen Brügger & Thomet baute zwischen 1996 und 2007 mit dem BT 96 einen Halbautomaten auf Basis der MP5, der in Deutschland jedoch nicht angeboten wurde.
Das türkische Staatsunternehmen MKE baut seit 1967 Lizenzprodukte von Heckler & Koch.
Die SP5K ist auf Grund ihrer Ähnlichkeit zu einer Kriegswaffe nur für Jäger als Kurzwaffe erhältlich und lässt sich mit allen MP5-Magazinen, Schulterstützen und den MP5K-Handschützern nutzen, aber nicht mit den Griffen, da dies einen Umbau auf Vollautomaten ermöglichen würde.
In Deutschland wird als Jagd- und Sportwaffe die nur Einzelfeuer schießende Variante MKE T94 zu einem Preis von rund 2000 Euro angeboten. Die Waffe verfügt über eine feste Schulterstütze, Dioptervisierung und einen Mündungsfeuerdämpfer. Die Magazine fassen im Gegensatz zu denen für Vollautomaten nur 2 oder 10 Schuss.
In Deutschland werden ebenfalls, zu ähnlichen Preisen, die Modelle BT 96 von Schwaben Arms, BWT 5 von Beitler Waffentechnik und OA5 von Oberlandarms angeboten. Alle diese Waffen haben Läufe von MKE, die anderen Teile stammen jedoch aus anderen Produktionslinien. Die Fachpresse bezeichnet die Halbautomaten als Pistolenkarabiner.
Damit sich Halbautomaten nicht durch Austausch von Teilen zu Vollautomaten umbauen lassen können, sind – je nach Modell – die Aufnahmen für die Magazine geändert (was die Waffe nicht vollautomatisch machen kann), die Verschlussträger und Zündstifte in der Länge verändert und das Griffstück mit der Abzugsgruppe fest vernietet.

## Verwendung

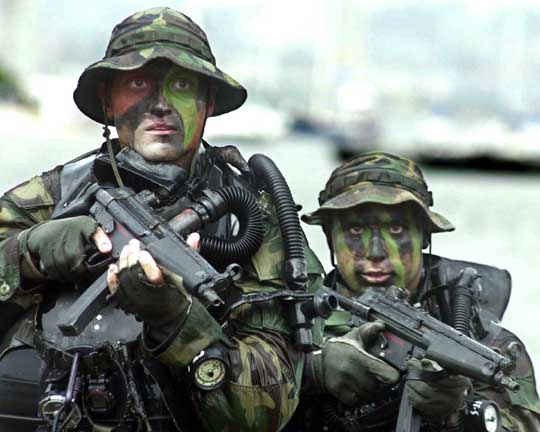
US-Navy SEALs mit MP5 N(RS)

Nachdem die Schweiz der erste Export-Kunde für die MP5 war, werden die verschiedenen Varianten mittlerweile in mehr als 50 Staaten von Polizei- und Spezialeinheiten genutzt.
In Deutschland wird die MP5 bei allen Polizeieinheiten und dem Zoll eingesetzt. Sie löste ab 1966 die Beretta 38/49 und die Walther MP ab. Die deutsche Bundespolizei will 2023 mit einer der größten Schusswaffen-Investitionen in ihrer Geschichte 10.000 erst vor wenigen Jahren modernisierte MP5 wegen zu geringer Durchschlagskraft austauschen.
Die Bundeswehr hatte sich kurz nach Vorstellung der MP5 für die Uzi entschieden, die sie unter der Bezeichnung „MP2“ einführte. Ausgewählte Einheiten führen jedoch die MP5. Hierzu gehören die Fernspäher und Kampfschwimmer mit der MP5SD3, das Kommando Spezialkräfte mit der MP5K-PDW und die Personenschützer der Feldjäger mit der MP5K. Auf ihrer Internetseite nennt die Bundeswehr für die MP5K, abweichend von den Möglichkeiten der Visierung, eine Kampfentfernung bis 200 m.
Die Bijzondere Bijstands Eenheid des niederländischen Korps Mariniers verfügt ebenfalls über die MP5. Pressefotos kann man entnehmen, dass es sich vornehmlich um die MP5A2 mit SEF-Abzugsgruppe und Taschenlampe im Vorderschaft handelt. Einige Waffen verfügen zudem über ein Zielfernrohr. Die MP5 wird bereits durch die FN P90 ergänzt beziehungsweise ersetzt.
Die französische Armee nutzt die MP5SD3 mit Laserpunktgerät bei den Fallschirmjägern der Fremdenlegion. Auch bei anderen Einheiten, wie dem Commando Parachutistes de l’Air No. 10 wird sie in dieser Konfiguration benutzt.
In Italien nutzen die Carabinieri unter anderem die MP5A3 mit Zieloptik und im Handschutz angebrachter Taschenlampe.
Die US-Navy SEALs führten die MP5 zuerst in den Varianten A3, SD3 und KA4 ein. Ab 1985 wurden dann die Varianten MP5-N und MP5K-N geliefert, die sich durch beidseitige Feuerwahlhebel und ein Mündungsgewinde für Schalldämpfer von den Normalausführungen unterscheiden. Die MP5-N verfügt darüber hinaus noch über den breiteren Tropen-Vorderschaft.

## Weiteres

Das RAF-Logo in der von der RAF meistens verwendeten schwarz-weißen Variante.

- Die linksextremistische deutsche Terrorgruppe Rote Armee Fraktion (RAF), gegründet 1970, verwendete die MP5 in ihrem Logo, entsprechend dem damaligen Modell noch mit geradem Magazin dargestellt. Es ist unklar, ob sie jemals im Besitz dieser Waffe war. So überrascht es, dass die Gruppe nicht die bereits damals als weltweites Symbol für Guerilla- und Widerstandsbewegungen geltende sowjetische Kalaschnikow wählte, sondern die eher bei westlichen Sicherheitskräften – auch der deutschen Polizei – genutzte MP5. Eine gängige Erklärung ist: „Ein Bekannter von Ulrike Meinhof entwarf im April 1971 das einprägsame Logo der RAF. Er selbst hatte mit der Terrorgruppe nichts zu tun. So unterlief ihm ein peinlicher Fehler: Anstatt einer Kalaschnikow zeichnete er die Maschinenpistole MP 5 von Heckler & Koch – die Waffe des Klassenfeindes.“ Trotz der auffälligen Unterschiede wird sie häufig falsch als Kalaschnikow bezeichnet, so auch von Stefan Aust in seinem Standardwerk Der Baader-Meinhof-Komplex.[32]
- Bei der US-Navy hatte man zuerst auch Varianten mit der Abzugsgruppe für 3-Schuss-Feuerstöße in den Arsenalen, diese wurden aber nach einem tödlichen Unfall ausgesondert und dafür die Navy-Abzugsgruppe eingeführt. Als Ursache für den Unfall wurde der komplizierte Aufbau des Zählwerks für die Feuerstöße und ein dadurch ausgelöster, fehlerhafter Zusammenbau bei der Wartung angegeben. Das Handbuch weist ausdrücklich darauf hin, dass der Umgang mit diesem Bauteil nur Büchsenmachern gestattet ist.
- Das SWAT-Team des Kennedy Space Center hat laut Schießprotokollen aus einer einzelnen MP5A3 571.000 Schuss abgegeben. Dabei mussten nur Klein- und Verschleißteile getauscht werden. Zum Vergleich: Die meisten Pflichtenhefte geben keine höhere Standfestigkeit als 40.000 Schuss vor.